# Пролаз
Пролаз (болг. Пролаз) — село в Болгарии. Находится в Тырговиштской области, входит в общину Тырговиште. Население составляет 113 человек (2022).

## Политическая ситуация
Пролаз подчиняется непосредственно общине и не имеет своего кмета.
Кмет (мэр) общины Тырговиште — Красимир Митев Мирев (инициативный комитет) по результатам выборов в правление общины.